# Plagiochila sandei
Plagiochila sandei là một loài rêu trong họ Plagiochilaceae. Loài này được Dozy ex Sande Lac. mô tả khoa học đầu tiên năm 1856.
Danh pháp khoa học của loài này chưa được làm sáng tỏ. 